# Julián Sánchez Melgar
Pour les articles homonymes, voir Sánchez et Melgar.
Julián Sánchez Melgar, né le 19 septembre 1955 à Palencia, est un juriste et magistrat espagnol.
Il est procureur général de l'État entre décembre 2017 et juin 2018.

## Vie privée
Julián Sánchez Melgar est marié et père de deux enfants.

## Études de droit
Julián Sánchez Melgar réalise des études de droit à l'université de Valladolid où il obtient une licence. En 2012, il décroche son doctorat à l'université de La Corogne avec un prix extraordinaire pour sa thèse sur « Les aspects procéduraux de l'inviolabilité et de l'immunité parlementaire : état de la question de la doctrine et de la jurisprudence ordinaire et constitutionnelle » ; thèse codirigée par Xulio Ferreiro.

## Magistrat
Julián Sánchez Melgar réussit le concours d'entrée aux professions judiciaires en 1983 et est affecté aux tribunaux de Reinosa, Miranda de Ebro et Mataró. Après être arrivé deuxième de sa promotion et avoir validé ses épreuves sélectives en 1987, il est promu magistrat auprès de l'Audience territoriale de Barcelone. Magistrat à Santander, il est élu doyen des tribunaux de la ville par ses pairs. En mars 1993, il est nommé magistrat de la chambre civile et pénale du tribunal supérieur de justice de Cantabrie. Il ne reste en poste que trois mois puisqu'il est nommé, en juin, président de l'Audience provinciale d'Ávila. Il conserve ses fonctions jusqu'en décembre 1999 après avoir été renouvelé en juillet 1998.

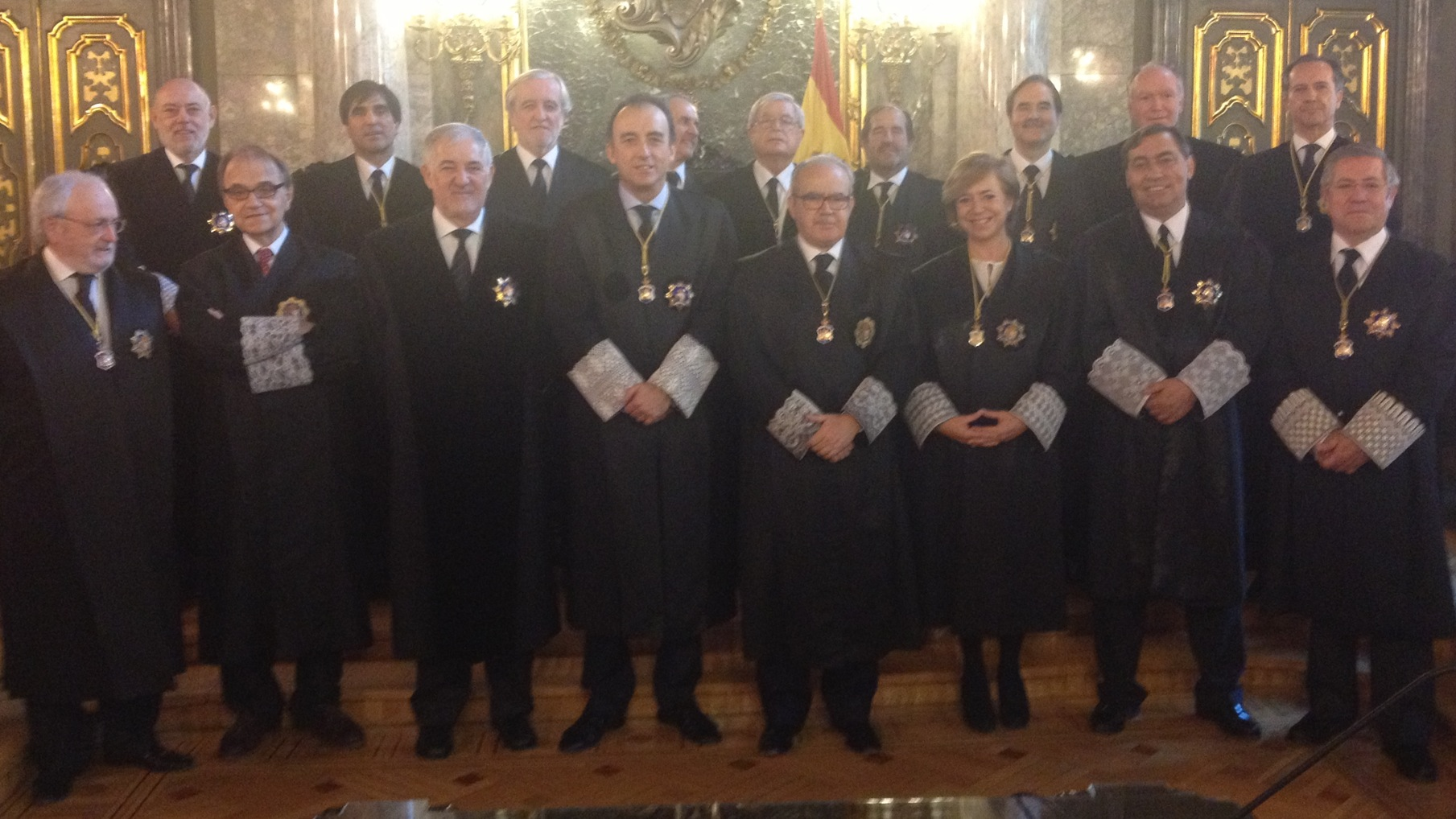
Julián Sánchez Melgar (7e ; 1er rang) parmi les magistrats de la deuxième chambre du Tribunal suprême, en 2014.

Le 1er janvier 2000, grâce à une nouvelle promotion et au soutien d'Enrique Arnaldo, il devient magistrat de la deuxième chambre du Tribunal suprême en remplacement de Luis Román Puerta Luis ; chambre qui traite des pourvois en cassation, de la révision des procès criminels et qui est compétente pour juger les députés, les sénateurs et les différents membres du gouvernement dans l'exercice de leurs fonctions.
En 2009, le Conseil général du pouvoir judiciaire (CGPJ) le désigne suppléant du magistrat chargé de contrôler et autoriser l'activité du Centre national du renseignement (CNI), Pablo Lucas, fonction dans laquelle il est reconduit à l'issue de son mandat de cinq ans.

### Juge au profil conservateur
Jugé conservateur par ses collègues, Julián Sánchez Melgar est, en février 2006, rapporteur et principal défenseur de la doctrine Parot consistant à ce que la réduction de peine soit appliquée séparément sur chacune des peines et non sur le maximum légal autorisé pour les réclusions à perpétuité. Cette doctrine, principalement pensée dans le but de maintenir en prison les terroristes de l'ETA, est partiellement validée par le Tribunal constitutionnel mais entièrement retoquée par la Cour européenne des droits de l'homme (CEDH), en octobre 2013, à la suite d'un recours d'Inés del Río Prada du fait de son application rétroactive.
Pénaliste et présenté comme ayant un caractère ouvert et conciliant, il entretient de bonnes relations avec le président de la chambre pénale du Tribunal suprême, Manuel Marchena (es), et le procureur général José Manuel Maza, avec qui il partage certaines idées. Sánchez Melgar est membre de la formation restreinte de six magistrats ayant admis, à l'unanimité, la plainte de Maza contre les membres du bureau du Parlement de Catalogne pour avoir permis le débat et le vote des lois de déconnexion dont celle de transition juridique. 
Il est, en revanche, connu pour s'être allié aux progressistes, minoritaires, en votant contre la doctrine Botín, qui permet à une personne d'éviter un procès lorsque celle-ci est uniquement accusée par une accusation populaire.

### Procureur général de l'État
Le 18 novembre 2017, le procureur général de l'État, José Manuel Maza, meurt d'une infection rénale aigüe en Argentine alors qu'il était invité à la conférence des procureurs généraux des pays de l'Amérique latine. Alors que le gouvernement de Mariano Rajoy doit lui trouver un successeur, son ancien adjoint, Luis Navajas Ramos, le remplace à la tête du ministère public.
En raison des polémiques sur le travail de Maza, le gouvernement annonce, dans un premier temps, vouloir parvenir à un accord avec le Parti socialiste ouvrier espagnol et Ciudadanos sur le nom du successeur. L'exécutif opte finalement, sans en avoir informé préalablement les autres partis l'ayant soutenu dans l'application de l'article 155 de la Constitution, pour Julián Sánchez Melgar. Alors que ce choix doit recevoir l'avis conforme du Conseil général du pouvoir judiciaire quant aux qualités de l'intéressé et l'exercice de la profession pendant au moins quinze ans, les associations de procureurs définissent Sánchez Melgar comme « conservateur » (UPF), « candidat parfaitement convenable » (APIF) et ayant de « très bonnes compétences » (AF). Seul le syndicat Juges pour la démocratie (JJpD) critique la proposition en la qualifiant d'« opportunité perdue ». Le président de Cantabrie, Miguel Ángel Revilla, qui a connu le candidat lorsqu'il était magistrat au tribunal supérieur de la communauté autonome, le juge « travailleur, indépendant et très rigoureux ». En revanche, le PSOE et Podemos regrettent cette proposition qu'ils jugent « politique ».
Convoqué le 5 décembre par la commission de la Justice du Congrès des députés pour exposer son programme d'action, il indique qu'il ne « recevra d'ordres de personne » mais des « conseils de tous » car on « trouve la bonne réponse uniquement en considérant l'avis de tous ». Considéré comme assurant la continuité de son prédécesseur, il soutient qu'il agira contre les indépendantistes catalans dans le seul cas où des « conduites ayant une portée pénale » sont observées. Il entretient, en outre, de bonnes relations avec le juge d'instruction Pablo Llarena, chargé du dossier concernant les anciens membres du gouvernement Puigdemont et du bureau du Parlement catalan,.
La nomination est finalement approuvée lors du conseil des ministres du 7 décembre et publiée au Bulletin officiel de l'État le lendemain. La prestation de serment devant le président du Tribunal suprême et le roi a lieu le 11 décembre.

## Distinctions
- Croix distinguée de première classe de l'Ordre de San Raimundo de Peñafort en 1992.